# Papež Agapit II.
Agapit II. (latinsko Agapetus Secundus), italijanski rimskokatoliški kardinal in papež; * 9. stoletje Rim (Papeška država, Frankovsko cesarstvo, † 8. november 955 Rim (Papeška država, Sveto rimsko cesarstvo, danes: Italija) 

Papež je bil od 10. maja 946 do svoje smrti 8. novembra 955. 

## Življenjepis
Rodil se je v Rimu, bil je mož, ki je bil vreden Petrovega sedeža. 

## Papež
Agapita sodobniki imenujejo sanctissimus – in ga hvalijo kot izredno svetega moža. Prizadeval si je za meniško obnovo; tako je ob podpori samodržca Alberika II. Spoletstkega utemeljil klinijsko obliko meništva pri Sv. Pavlu zunaj obzidja s pomočjo menihov iz opatije Gorze, ki so prenovili Benediktinski samostan Lorsch. Kljub vpadljive politične Alberikove nadmoči v Rimu je Agapet – vsaj na početku svojega papeževanja – napravil nekaj pomembnih odločitev in s tem pokazal neodvisno papeško delovanje in resnično oblast. 

### Papeške odločitve
Kljub močni odvisnosti od Alberika je v krščanskem svetu uveljavil papeško avtoriteto. 

Spor okoli nadškofa za reimško nadškofijo se je razvnel, ko je grof Herbert določil svojega petletnega sina Huga za nadškofa. Raul, eden zadnjih Karolingov, je osvojil Reims in postavil za nadškofa meniha Artauda. Najprej je tudi papež podpiral Artauda (ali Artolda); kot kažejo listine, pa se je pozneje naklonil Hugu; ko je pa več cerkvenih zborov (Verdun 947, Mousson 948), zlasti pa od Otona sklicani zbor v Ingelheimu 948, ki mu je predsedoval papeški legat Marinus, odločilo v prid Artauda, je tudi papež Agapit II. potrdil njihovo odločitev na rimskem zboru 949. 

V sporu za slovito nadškofijo Reims je razsodil v prid Artolda, odstavil pa je Huga. Tega je mogočni grof Herbert Vermandois kot petletnega otroka vsilil na mesto nadškofa v Reimsu - Janez X. je imenovanje potrdil - sam pa seveda prevzel upravo cerkvenega imetja. 

Agapetu je bilo mnogo do oznanjevanja evangelija. Soglašal je s prizadevanji nemškega kralja Otona I. za oznanjevanje krščanstva v Skandinaviji. Agapit je 948 potrdil metropolitanske pravice Hamburga nad severnimi deželami in kot cerkveno središče za porajajočo se dansko Cerkev. Iz Jutlanda je sprejel odposlanstvo, ki je prosilo za misionarje. Zelo se je trudil za prenovo meništva in duhovništva; s tem namenom je potrdil mnogo privilegijev samostanom. 

### NastopOtona I.
Med Agapitovim papeževanjem je začel zopet rasti germanski vpliv in Oton I. je polagoma pomagal tudi papežem do neodvisnosti od muhastega rimskega plemstva. Severna Italija je zopet tonila v nemire. Hugo Provansalski se je moral odpovedati Italiji in se vrniti v Provanso, kjer je umrl. Njegov sin Lotar je umrl 950; za italijanskega kralja so izvolili Berengarja Furlanskega, ki si je zaradi svojega nasilništva nakopal veliko sovražnikov. Poskušal je prisiliti za ženo lepo mlado Lotarjevo vdovo Adelajdo, ki pa se je zatekla po pomoč k Otonu. Le-ta je vkorakal v Italijo, porazil Berengarja, se poročil z Adelajdo in okronal za italijanskega kralja z železno langobardsko krono. Ko je želel, da ga papež krona za cesarja, mu je to onemogočil Alberik, ki si je še vedno svojatal oblast nad Rimom. Morebiti je papež soglašal z Otonovim kronanjem, toda za zdaj je bila moč še vedno v Alberikovih rokah. Pod pritiskom Alberika je torej 952 nemškemu kralju Otonu odrekel cesarsko krono, čeprav bi je bil vreden; pač pa mu je zaupal ureditev cerkvene organizacije v mejnih slovanskih deželah. Leta 955 je določil Magdeburg za metropolitanski sedež vseh misijonov med severnimi Slovani.   

951 se je torej papež Agapit zoperstavil Otonu, ki je zahteval sprejem v Rimu. Taka odločitev je popolnoma ustrezala Alberikovim potrebam; to pa še ne pomeni, da papež ni mogel odločati drugače v zadevi, ki je spadala pod njegovo pristojnost. Morebiti je Agapit ocenil, da je svobodno papeško delovanje v Rimu največ odvisno zlasti od javnega miru, ki ga je jamčila alberijanska vladavina. 

Vsekakor pa je imel Agapit možnost, da ustreže Otonovim željam, v mnogo občutljivejši zadevi. Papežu je prispelo pismo, v katerem se nadškof Viljem in papeški vikar za Nemčijo in Francijo iz Mainza  pritožuje, češ da je Agapit dovolil saksonskemu kralju po svoji uvidevnosti urejanje novih škofijskih in nadškofijskih sedežev kakor tudi drugih cerkvenih zadev (episcopia ita ordinare, quo sibi placeat).  Če torej premislimo, kako pomembno je bilo osnivanje novih škofij v osvajalni politiki proti vzhodu in kako pomembno vlogo so ti škofje odigrali v prihodnosti na splošno v sestavi otonskega cesarstva, lahko mirno zaključimo, da je tudi to prispevalo k obnovi cesarstva 962 – bolj kot pa bi to moglo preuranjeno kronanje.  

Poleg vsega vloženega truda, da ohrani politično neodvisnost Cerkve, si je papež Agapit II. prizadeval za obnovo verske discipline in odpravljanja nekaterih razvad. Eden od njegovih največjih dosežkov za katoliško Cerkev je bilo spreobrnjenje na krščanstvo danskega kralja Harolda , kar je omogočilo širjenje verskega in političnega vpliva na severno Evropo. 

### Dela
- »Documenta Catholica Omnia« (v latinščini). Pridobljeno 6. decembra 2011.

## Smrt in spomin
Agapit II. je umrl 8. novembra 955 v Rimu. 

Pokopan je v Lateranski baziliki, kot to omenja Descriptio Lateranessis ecclesiae in sicer za apsido.  

## Ocena
- Agapit je zadnji papež, ki je vodil Cerkev v tistem dvajsetletju (933–954), v katerem je Rim vladal princeps Alberik (ali Alberich). Glede na druge papeže iz te vrste – kot so bili Janez XI., Leon VII., Štefan VIII. in Marin II. –, se njegov pontifikat razlikuje po večjem obsegu osebnega delovanja v vprašanjih, ki niso bila ozko cerkvenega pomena, in so se tikala čezalpskih kraljestev. Kar se pa tiče krajevnih razmer v Rimu, je značilen papežev novec, kjer je papeževo ime napisano celo, vojvodovo pa le z začetnicama. Za časa Janeza XI. in Marina II. pa je bilo napisano obratno: celotno ime Alberikovo, a papeževo samo z začetnico. To pa še ne pomeni, da se je ravnotežje sil že prevesilo v papeževo korist. To se vidi dobro iz drugih Alberikovih novcev; predvsem pa iz njegove poslednje želje, ki jo je izrazil še za časa Agapitovega življenja, da naj bi njegov sin Ottaviano nasledil papeža; zdi se, da na to Agapit ni mogel vplivati. Rimsko plemstvo je namreč samovladarju to obljubilo in obljubo tudi držalo, čeprav se je papež zavedal, da to ne bo na korist verskega življenja. [14]
- Za papeže je bilo 10. stoletje vsekakor temačno obdobje in ga po pravici imenujemo Mračno stoletje. Brez cesarske zaščite so bili na milost in nemilost prepuščeni muham rimskega plemstva, ki si je nadzor nad Cerkvijo pridobivalo tako, da je na njene položaje nastavljalo svoje sorodnike ali politične somišljenike, ne glede na to, ali so bili tega vredni; v svojem stremuštvu so nastavljali in odstavljali papeže, večkrat pa jim tudi stregli po življenju. Kronika, ki jo je napisal nemški škof Liutprand,[15] slika posvetnost na papeškem dvoru; vendar je njegova poročila treba brati s pridržkom, saj je bil pisec zelo protirimsko razpoložen - kar tudi sam izrecno poudarja - in je zato dvomno, da je pisal nepristransko. [16] Mračno pa imenujejo to stoletje tudi zato, ker je bilo polno spletk in umorov, ki so dosegali tudi papeški dvor; obenem pa je bilo to tudi obdobje roparskih vpadov divjih poganskih Normanov, Vikingov in Madžarov, ter muslimanskih Saracenov in Turkov.
- Za to obdobje manjkajo neodvisni in nepristranski zgodovinski viri. Večino poročil o škandalih, nasilju in razvratu v Rimu je napisal torej že omenjeni Liutprand. Svojemu delu je dal pomenljiv naslov Maščevanje (Antapodosis). Ta naslov daje slutiti, da je v svojem pripovedovnju brez dvoma pretiraval in da je pač nalašč izbiral samo pohujšljive zgodbe, da bi se na ta način maščeval nekaterim ljudem. Pretresljivo pa je na primer Liutprandovo mnenje, da je bila za Langobarde, Sase in Franke najhujša zmerljivka in žalitev, če si komu rekel, da je Rimljan. V tej besedi je po njegovem mnenju izraženo vse, kar ja na tem svetu slabega, zlobnega in gnilega. Razume se, da je to njegovo mnenje krivično. Kljub Liutprandovim pretiravanjem pa je ostalo v takratni družbi še vedno dovolj slabega, kar je najedalo tudi Cerkev tako od zunaj kot od znotraj. Tako si lahko mislimo, da je kljub pretiravanjem to bil v resnici strašen čas. [17]

## Slikovna zbirka
- Podoba papeža Agapita II.
- Papež Agapit II. na razglednici
- Novec papeža Agapita II., ozadje
- Novec papeža Agapita II, naličje
- Slika papeža Agapita II.